# مانشستر يونايتد موسم 2009–10
كان موسم 2009–10 هو الموسم الثامن عشر لمانشستر يونايتد في الدوري الإنجليزي الممتاز، والموسم الخامس والثلاثين على التوالي في الدرجة الأولى لكرة القدم الإنجليزية. بعد معادلة الرقم القياسي الذي حققه ليفربول بـ18 لقبًا في الدوري الإنجليزي في الموسم السابق، كان مانشستر يونايتد يتطلع إلى تحطيم هذا الرقم القياسي من خلال الفوز بلقب الدوري الإنجليزي الممتاز للمرة الرابعة على التوالي في عام 2009–10، لكنه في النهاية خسر اللقب أمام تشيلسي بفارق نقطة واحدة. وكان لديهم أيضًا فرصة أن يكونوا أول فريق يصل إلى نهائي دوري أبطال أوروبا ثلاث مرات متتالية منذ يوفنتوس في عام 1998، لكنهم خرجوا من ربع النهائي على يد بايرن ميونخ.
في 3 يناير 2010، خرج يونايتد من كأس الاتحاد الإنجليزي في الجولة الثالثة بعد هزيمة مفاجئة 1–0 على أرضه أمام منافسه الشرس ليدز يونايتد، الذي كان في دوري الدرجة الأولى. وكان هذا أول خروج لهم من المسابقة في هذه المرحلة منذ عام 1984. وعلى الرغم من ذلك، فازوا بكأس الرابطة للموسم الثاني على التوالي، بفوزهم على أستون فيلا 2–1 في ويمبلي في 28 فبراير. وبذلك أصبحوا أول نادٍ ينجح في الدفاع عن الكأس منذ نوتينغهام فورست في عام 1990، والثالث في تحقيق ذلك بشكل عام، بعد فورست (1989 و1990) وليفربول (1981 و1982 و1983 و1984). كان هذا لقبهم الرابع في كأس الرابطة والثالث في خمس سنوات، وكانت المرة الأولى في تاريخ النادي التي يدافعون فيها بنجاح عن كأس كبرى.